# Arcidiocesi di Capiz

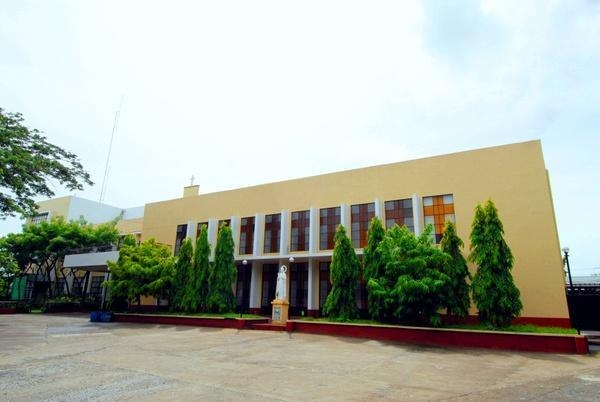
Il seminario diocesano San Pio X.

L'arcidiocesi di Capiz (in latino Archidioecesis Capicensis) è una sede metropolitana della Chiesa cattolica nelle Filippine. Nel 2023 contava 828.386 battezzati su 918.900 abitanti. È retta dall'arcivescovo Victor Barnuevo Bendico.

## Territorio
L'arcidiocesi comprende la provincia di Capiz, sull'isola di Panay.
Sede arcivescovile è la città di Roxas City, dove si trova la cattedrale dell'Immacolata Concezione.
Il territorio si estende su 2.633 km² ed è suddiviso in 37 parrocchie.

### Provincia ecclesiastica
La provincia ecclesiastica di Capiz, istituita nel 1976, comprende le seguenti suffragaee:
- la diocesi di Romblon, eretta il 15 dicembre 1974;
- la diocesi di Kalibo, eretta il 17 gennaio 1976.

La provincia ecclesiastica si estende sulle province civili filippine di Capiz, Aklan e Romblon; comprende la parte settentrionale dell'isola di Panay e l'arcipelago di Romblon.

## Storia
La diocesi di Capiz fu eretta il 27 gennaio 1951 con la bolla Ex supremi apostolatus di papa Pio XII, ricavandone il territorio dalla diocesi di Jaro (oggi arcidiocesi).
Originariamente suffraganea dell'arcidiocesi di Cebu, il 29 giugno 1951 entrò a far parte della provincia ecclesiastica di Jaro.
Il 19 dicembre 1974 cedette una porzione del suo territorio a vantaggio dell'erezione della diocesi di Romblon.
Il 17 gennaio 1976 ha ceduto un'altra porzione di territorio a vantaggio dell'erezione della diocesi di Kalibo e nel contempo per effetto della bolla Nimium patens di papa Paolo VI la diocesi è stata elevata al rango di arcidiocesi metropolitana.

## Cronotassi dei vescovi
Si omettono i periodi di sede vacante non superiori ai 2 anni o non storicamente accertati.
- Manuel Yap † (13 febbraio 1951 - 5 marzo 1952 nominato vescovo di Bacolod)
- Antonio Floro Frondosa † (5 marzo 1952 - 18 giugno 1986 ritirato)
- Onesimo Cadiz Gordoncillo † (18 giugno 1986 - 9 novembre 2011 ritirato)
- Jose Fuerte Advincula (9 novembre 2011 - 25 marzo 2021 nominato arcivescovo di Manila)
- Victor Barnuevo Bendico, dal 3 marzo 2023

## Statistiche
L'arcidiocesi nel 2023 su una popolazione di 918.900 persone contava 828.386 battezzati, corrispondenti al 90,1% del totale.
| anno | popolazione | popolazione | popolazione | presbiteri | presbiteri | presbiteri | presbiteri                | diaconi | religiosi | religiosi | parrocchie |
| anno | battezzati  | totale      | %           | numero     | secolari   | regolari   | battezzati per presbitero | diaconi | uomini    | donne     | parrocchie |
| ---- | ----------- | ----------- | ----------- | ---------- | ---------- | ---------- | ------------------------- | ------- | --------- | --------- | ---------- |
| 1958 | 549.528     | 619.532     | 88,7        | 72         | 72         |            | 7.632                     |         |           | 29        | 50         |
| 1970 | 721.690     | 803.726     | 89,8        | 100        | 100        |            | 7.216                     |         |           | 32        | 52         |
| 1980 | 503.000     | 537.000     | 93,7        | 45         | 45         |            | 11.177                    |         |           | 43        | 22         |
| 1990 | 619.873     | 637.682     | 97,2        | 63         | 63         |            | 9.839                     |         |           | 71        | 24         |
| 1999 | 622.437     | 648.372     | 96,0        | 73         | 73         |            | 8.526                     |         |           | 85        | 30         |
| 2000 | 638.339     | 669.947     | 95,3        | 76         | 76         |            | 8.399                     |         |           | 102       | 30         |
| 2001 | 640.240     | 674.156     | 95,0        | 84         | 84         |            | 7.621                     |         |           | 118       | 30         |
| 2002 | 646.853     | 680.897     | 95,0        | 89         | 89         |            | 7.268                     |         |           | 123       | 30         |
| 2003 | 655.353     | 694.489     | 94,4        | 87         | 87         |            | 7.532                     |         |           | 132       | 26         |
| 2004 | 665.317     | 705.489     | 94,3        | 90         | 90         |            | 7.392                     |         |           | 142       | 26         |
| 2006 | 682.360     | 722.792     | 94,4        | 96         | 96         |            | 7.107                     |         |           | 132       | 26         |
| 2013 | 741.002     | 794.359     | 93,3        | 107        | 105        | 2          | 6.925                     |         | 2         | 74        | 26         |
| 2016 | 777.999     | 835.457     | 93,1        | 99         | 97         | 2          | 7.858                     |         | 4         | 109       | 35         |
| 2019 | 810.386     | 865.725     | 93,6        | 117        | 114        | 3          | 6.926                     |         | 29        | 85        | 37         |
| 2021 | 820.900     | 904.689     | 90,7        | 119        | 113        | 6          | 6.898                     |         | 35        | 87        | 37         |
| 2023 | 828.386     | 918.900     | 90,1        | 112        | 109        | 3          | 7.396                     |         | 23        | 67        | 37         |